# Finlarig Castle

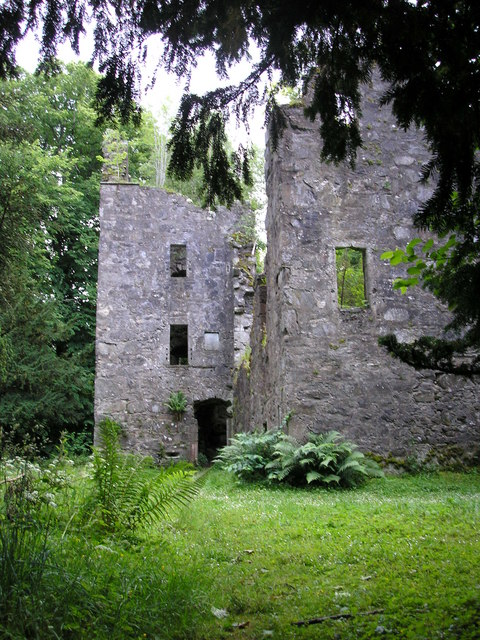
Die Ruine von Finlarig Castle

Finlarig Castle ist eine Burgruine im schottischen Perthshire. Sie liegt 800 m nördlich von Killin auf einem Hügel auf einer Halbinsel zwischen dem Fluss Lochay und Loch Tay. Das Tower House wurde um 1629 von 'Black' Duncan Campbell (Donnchadh Dubh) von Glenorchy nach dem „Z-Plan“ erbaut. Der zentrale Wohnbereich ist von zwei Türmen im Nordosten und Südwesten flankiert, die Anlage war vier Stockwerke hoch. Ein heute fast völlig verfallener Wall umgab die Burg. Es war eine von vielen Befestigungen der Campbells von Breadalbane in Argyll und Perthshire. Die Burg wurde im Jahr 1713 von Rob Roy MacGregor besucht.
Nahe der Burg liegt die Ruine des Breadalbane Mausoleums, eine Kapelle, die 1829 im Pseudo-Tudor-Stil erbaut wurde. Dort befinden sich Gräber, unter anderem aus dem Jahr 1523, von einem Vorfahren der Grafen von Breadalbane, Sir Colin Campbell. Dieser Zweig des Campbell-Clans wurden die Earls of Breadalbane.
In der Nähe der Nordwand der Anlage befindet sich ein Steinbruch, wo der Legende nach Gefangene von edlem Geblüt enthauptet wurden. Bürgerliche und niederes Volk wurden an einer nahe gelegenen Eiche gehenkt. 
Die Ruine ist stark einsturzgefährdet, jedoch ist es Besuchern gestattet, das Gelände auf eigene Gefahr hin zu besichtigen.